# L'uomo con due madri
L'uomo con due madri (Man with Two Mothers) è un film muto del 1922 diretto da Paul Bern. Il soggetto di Julien Josephson si basa su un soggetto di Alice Duer Miller. Il film aveva come interpreti Cullen Landis, Sylvia Breamer, Mary Alden.

## Trama
Dennis O'Neill arriva in America dall'Irlanda, perché la signora Bryant, una zia che ha fatto fortuna, vuole lasciarlo erede dei suoi beni. La donna, però, non vuole vedere la madre vedova, perché le ricorda troppo le sue umili origini. Claire, la nipote della signora Bryan, sostiene Dennis, che non vuole abbandonare la madre per la quale trova una sistemazione nell'appartamento di Tim Donohue, un amico che vive nel villaggio vicino.
Dennis scopre che Hansen, il manager della ditta della zia, e Richey, il suo assistente, imbrogliano sul libro paga. Richey corteggia Claire e, per mettere in cattiva luce Dennis, racconta alla ragazza che il suo rivale mantiene una donna da Donohue. Dennis, ovviamente, ha buon gioco nel dimostrare che la supposta amante non è altri che sua madre. Riesce anche a sbugiardare Richey, conquistandosi l'amore di Claire, con gran soddisfazione della signora Bryan.

## Produzione
La lavorazione del film, prodotto dalla Goldwyn Pictures Corporation, terminò a fine luglio 1921.

## Distribuzione
Il copyright del film, richiesto dalla Goldwyn Pictures Corp., fu registrato l'11 febbraio 1922 con il numero LP17543.

Il film uscì nelle sale cinematografiche degli Stati Uniti nel febbraio 1922. In Italia, distribuito dalla Goldwyn con il titolo L'uomo con due madri, ottenne nel settembre 1923 il visto di censura numero 18720.
Non si conoscono copie ancora esistenti della pellicola che viene considerata presumibilmente perduta.